# Alexandre Domingos Henriques Pereira de Faria Saldanha Vasconcelos e Lancastre
D. Alexandre Domingos José Pedro Francisco Xavier de Assis de Sales de Paula Luís Gonzaga Estanislau Kostka Simão Raimundo André Henriques Pereira de Faria Saldanha Vasconcelos e Lancastre (Lisboa, 27 de Novembro de 1853 – Lisboa, 19 de Abril de 1917), 1.º Conde de Cuba, foi um militar Português.

## Família
Filho de D. Caetano de Sales Henriques Pereira de Faria Saldanha Vasconcelos e Lancastre, 2.º Conde das Alcáçovas, e de sua mulher D. Teresa Maria da Conceição Antónia Domingos José de Sousa Holstein.

## Biografia
Oficial da Marinha.
O título de 1.º Conde de Cuba foi-lhe concedido por Decreto de D. Carlos I de Portugal de 10 de Setembro de 1901. Usou as Armas dos Condes das Alcáçovas: escudo partido, a 1.ª Henriques e a 2.ª de Lancastre; timbre: de Lancastre; Coroa de Conde.

## Casamento
Casou em Lisboa a 19 de Agosto de 1895 com Maria Francisca Borges Coutinho de Medeiros de Sousa Dias da Câmara (20 de Janeiro de 1860 - ?), Dama Honorária da Rainha D. Amélia de Orleães, filha do 1.º Marquês da Praia e Monforte, a qual distinguiu-se pela sua filantropia e como mecenas, sem geração.